# Amedeo Crivellucci
Amedeo Crivellucci (Acquaviva Picena, 20 avril 1850 - Rome, 11 novembre 1914) est un historien italien. Il passa plus de 33 ans dans l'éducation en tant que professeur académique (de 1877 à 1910). 
Il dirigea une revue nommée Studi storici pendant quelques années et maria son élève Lidia von Brunst en 1895. Il devint doyen de la faculté des arts de Rome en 1911 et le resta jusqu'en 1913.
Amedeo mourut le 11 Novembre 1914 de maladie lors d'une discussion académique. 

## Biographie
Il a terminé ses études secondaires à Bologne et ses études universitaires à Pise, où il a été étudiant à l'école normale supérieure (Scuola Normale) de 1870 à 1874. L'enseignement de Pasquale Villari a contribué de manière décisive à sa formation d'historien et à son ouverture aux méthodologies de l'historiographie allemande. En 1876, il se rend à Leipzig et à Berlin pour parfaire ses études. À partir de 1877, il enseigne dans les lycées de Sassari, Palerme et Rome. En 1885, il remporte le concours pour la chaire d'histoire moderne - à l'époque, cette discipline comprenait également la période médiévale - à l'université de Pise, qu'il occupe jusqu'en 1909. Au cours de l'année académique 1904-1905, sa période d'enseignement à Pise est interrompue par un séjour d'un an à la bibliothèque Casanatense (biblioteca Casanatense) de Rome.
Son enseignement se caractérise par une méthodologie positiviste, attentive aux sources et aux documents, peu encline aux suggestions et aux vues d'ensemble de la "philosophie de l'histoire". En 1892 paraît le premier numéro de la revue Studi storici, qu'il dirige et édite pendant quelques années avec son collègue Ettore Pais, qui enseigne l'histoire ancienne. La revue est devenue une importante forge pour la formation de jeunes historiens. C'est précisément dans Studi storici qu'ont été publiés les premiers travaux de l'un de ses plus importants élèves, Gioacchino Volpe. Gaetano Salvemini, qui lui succède dans la même chaire d'histoire moderne, Giovanni Gentile, qui jouera un rôle si important dans l'histoire de l'université de Pise et de l'école italienne en général, et Pietro Silva également formé à son école. Pour ses étudiants, il apparaissait comme "une grande figure carrée et posée ; un visage fort et mélancolique, fermé par une grande barbe fauve et de riches cheveux gris ; un œil vif et profond, sévère et bienveillant à la fois : le "Longobard" que ses étudiants l'appelaient, par rapport à son apparence physique et au sujet presque habituel de ses cours".
En 1895, il épouse son élève Lidia von Brunst. Pendant les vacances d'été, il se rendait fréquemment dans sa ville natale, et sa relation ininterrompue avec les Marches est également attestée par des études sur l'histoire de cette région. À partir de 1902, il a dirigé l'Annuario bibliografico della storia d'Italia dal sec. IV dell'E.V. ai giorni nostri (Annuaire bibliographique de l'histoire de l'Italie du IVe siècle à nos jours), dont huit volumes ont été publiés. En 1907, appelé à inaugurer l'année académique, il donne une conférence intitulée La tirannide sacerdotale (La tyrannie du sacerdoce), qui fait grand bruit dans la ville en raison de son contenu violemment polémique : le cardinal Pietro Maffi, connu également pour ses études théologiques et scientifiques, envoie en réponse un pamphlet à tous les professeurs de l'université de Pise. Libéral ardemment anticlérical, Crivellucci était également éloigné de ce qu'il considérait comme de simples utopies, le socialisme et le communisme.
Transféré à l'Université de Rome en 1910, il y trouve un corps enseignant plus nombreux et varié - et aussi culturellement plus innovant - que celui de Pise. Il y trouve, entre autres, Pais qui, entre-temps, avait pris la chaire d'épigraphie à Rome. De 1911 à 1913, il est doyen de la faculté des arts. En 1914, au début de la Première Guerre mondiale, il demande à être rappelé. Il est mort le 11 novembre, terrassé par une maladie alors qu'il discutait d'une dissertation.

## Publications
- (it) Del governo popolare di Firenze (1494-1512) e il suo riordinamento secondo il Guicciardini, Florence 1877. (Sa dissertation, discutée à Pise en 1874)
- (it) Storia delle relazioni fra lo Stato e la Chiesa. 3 volumes. Bologne et Florence, 1885, 1886, 1907
- (it) I primi saggi della storiografia fiorentina. Rome, 1882
- (it) Un comune delle Marche nel 1798 e 99 e il brigante Sciabolone. Pise, 1893
- (it) La tirannide sacerdotale [Prolusion pour l'inauguration de l'année académique 1907-1908, publiée dans l'Annuaire de l'Université de Pise de la même année.]
- (it) Landolfi Sagacis Historia romana, par A.C.,  2 volumes, Rome, 1912-1913
- (it) Pauli Diaconi Historia romana, par A.C., Rome, 1914

## Crédit d'auteurs
- (it) Cet article est partiellement ou en totalité issu de l’article de Wikipédia en italien intitulé « Amedeo Crivellucci » (voir la liste des auteurs).